# Anton Frederik Tscherning
Ant(h)on Frederik Tscherning (født 12. december 1795 i Frederiksværk, død 29. juni 1874 i København) var en dansk politiker, officer og krigsminister.
I begyndelsen af Treårskrigen (1848-1850) sad Tscherning i Martsministeriet som Danmarks første krigsminister. Danmark var ikke forberedt på krig. Ved en energisk indsats lykkedes det alligevel Tscherning at improvisere dansk modstand mod de tyske angreb. I september indførte han almindelig værnepligt. Tscherning havde ikke høje tanker om generalernes militære kvalifikationer, og han blandede sig på en uheldig måde i krigsførelsen. Hans tid som minister sluttede i november 1848.
Han var liberal, bondeven og senere venstremand og spillede i flere årtier en væsentlig rolle både før og efter vedtagelsen af Danmarks første Grundlov 1849. Tscherning var først medlem af Den Grundlovgivende Rigsforsamling og derpå medlem af Folketinget i det meste af tiden 1849-1866. Først valgt som bondeven og fra 1864 valgt for Det Folkelige Venstre. Tschernings program var almindelig valgret, ophævelse af fæstevæsenet, indførelse af næringsfrihed samt sparsommelighed i staten.
For de fleste liberale var kravet om frihed det vigtigste. For den socialt bevidste Tscherning var kravet om lighed det vigtigste. Derfor kan man betragte Tscherning som den første socialliberale danske politiker.

## Uddannelse
Tscherning var søn af oberst Eilert Tscherning og født på Frederiksværk 12. december 1795. I den lille fabrikby levede han en lykkelig barndom; hans dygtige forældre ledede hans opdragelse og vakte hans interesser, der i lige grad delte sig mellem landbrug, fabrikdrift og krigsvæsen. Opvæksten blandt fabrikkens arbejdere og håndværkere gav desuden Tscherning en stærk social bevidsthed, som han bevarede livet igennem.
Begivenhederne i 1807 gav stødet til, at han valgte soldaterstanden; 1809 blev han kadet og 4 år efter sekondløjtnant i artilleriet. Han kom straks i krig: 1813 fulgte han kongen til Fyn og året efter general Kardorff til Tyskland; men begge felttog var ublodige. Hans forsøg på at komme i norsk eller fransk tjeneste strandede, og da han i 1816 kom til Frankrig med et dansk korps, herskede der fred over den ganske civiliserede verden, og det såkaldte 3. auxiliærkorps vandt ingen laurbær. Tscherning havde dog stort udbytte af sit ophold i Frankrig; han studerede artilleri og naturlære i Paris og Metz, og efter sin hjemkomst 1818 udarbejdede han en række forslag til artillerimateriellets forbedring. Ved sin udnævnelse til premierløjtnant 1820 blev han assistent hos faderen, der var inspektør på Frederiksværk, og bidrog meget til, at "Værket" kom igennem de trange år efter krigen. Han ville dog ikke overtage inspektørposten, men indtrådte 1828 på ny i sit våben. Han blev straks med et par andre officerer sendt til Grækenland for at følge den franske hærs operationer; men disse var afsluttede inden Tschernings ankomst; han fik dog lejlighed til at deltage i nogle fortifikatoriske og organisatoriske arbejder, og på hjemvejen studerede han på ny nogen tid i Frankrig.

## Reformiver
I København ventede der Tscherning en ærefuld virksomhed: Han blev kaptajn, lærer for artillerikadetterne og medlem af de kommissioner, der skulle reformere hærens undervisningsvæsen. Ved Den kongelige militære Højskoles oprettelse 1830 blev han 1. skoleofficer og lærer i artilleri ved denne, og han vandt hurtig sine elevers agtelse og hengivenhed, ikke just ved sin kundskabsfylde, men ved sin menneskekundskab og sit pædagogiske greb. Tscherning ville dog ikke nøjes med at opdrage unge officerer, han ville vække hele folkets interesse for fædrelandets forsvar. Den danske krigsmagt befandt sig den gang i en affældighedsperiode, dens udvikling var standset, den betragtedes af nationen som en tung og overflødig byrde; dens medlemmer, høje og lave, levede i kummerlige kår og nød, til dels af den grund, ikke nogen høj grad af anseelse i samfundet. Omkring 1830 søgte en kreds af dygtige officerer at formidle den sørgelige tilstand til almenheden, og Tscherning deltog med iver i bevægelsen. I 1831-33 udgav han 4 pjecer om Det danske Væbningssystem, hvor han ubarmhertigt blottede dets mangler, men samtidig viste, hvorledes de kunne afhjælpes. Skrifterne var båret af en varm kærlighed til fædrelandet og ægte humanitet. Han vil opdrage ungdommen til fædrelandsforsvarere, vække dens pligtfølelse, lade et folk i våben afløse den såkaldte stående hær. Han krævede almindelig værnepligt, human retspleje, bedre livsvilkår, retfærdige forfremmelsesforhold, aldersgrænser og mange flere reformer, som det var forbeholdt senere tider at indføre. Det mærkes dog ofte, at Tscherning ikke var praktisk officer: Han manglede øje for, at officerer og soldater må uddannes med krigen for øje, han savnede forståelse for, at denne må være endemålet for enhver militær opdragelse; han undervurderede nytten af den rutinemæssige færdighed, og, skønt han havde et fortrinligt blik for administration i krig og fred, manglede han forståelsen af den taktiske organisations betydning, og hans strategiske begreber var noget uklare.
Tiden var ikke moden for Tschernings ideer; adskillige af hans kammerater rettede mere eller mindre berettigede angreb på hans væbningssystem, mens publikum mente, at "han havde kastet sit Had paa den gode gamle Konge" og "udbredte republikanske Ideer". Fra allerhøjeste sted fik han en irettesættelse, men skønt Tscherning ønskede at gå af med pension, ville kongen ikke afskedige ham, men foretrak at fjerne ham på en pæn måde. 6. juni 1833 udgik et reskript, der i nådige udtryk beordrede Tscherning til at tiltræde en studierejse, der ville "tage lang Tid". Ved afrejsen hædredes han på forskellig vis af kammerater, medborgere og elever; de sidstnævnte overrakte ham en æreskårde med indskrift: "Klar Erkjendelse, ædel Villie, kraftig Haand".

## I eksil
I samfulde 5 år varede Tschernings "milde landsforvisning". Rastløs flakkede han omkring i næsten hele Europa, han studerede flittig de forskellige landes hærvæsen og sendte udførlige beretninger hjem, skønt han var ganske overbevist om, at der ikke blev taget hensyn til dem. Han vedblev at sende korrespondancebreve om udenlandske militære forhold til danske ikkeprivilegerede blade, til stor utilfredshed for Frederik VI og Kancelliet. Størst opmærksomhed vakte hans korrespondancer til Kjøbenhavnsposten, de pådrog ham en skarp irettesættelse med trussel om afsked.
Endelig slog forløsningens time: Et nyt reskript 1838 kaldte Tscherning hjem, "da det ham overdragne Hverv nu var Tilendebragt". Kort efter sin hjemkomst udgav han en ny pjece om væbningssystemet, hvori han hævdede, at "Løsningen af Problemet om Væbnings- og Forsvarsvæsen medfører Løsningen af alle de vigtigere Problemer, der høre til den danske Stats Reorganisation", han fordrede det indrettet således, at folkets hele kraft anvendtes. Danmark måtte "ikke forsømme at udvikle sin Slagfærdighed; thi først ved at besidde en sand indre Kraft vil det vinde behørig Anerkjendelse hos sine Medforbundne".
I slutningen af 1838 trådte Tscherning uden for nummer og opholdt sig 2 år i Frankrig som ingeniør. I 1841 blev han batterichef, men gik samme år efter ansøgning af med pension; kort forinden havde han haft et sammenstød med artilleriets officerer, der ikke delte hans anskuelse om ønskeligheden af at besætte en del løjtnantspladser med underofficerer. Hans lave popularitet i officerskorpset gjorde, at Tscherning længe ikke avancerede højere end til kaptajn. I de følgende år levede Tscherning som privatmand, sysselsat med ingeniørarbejder og handelsforetagender; samtidig deltog han med iver i det politiske liv, særlig som journalist. I Fædrelandet skrev han en række artikler, der i 1844 udkom samlede som nr. 6 af småskrifterne om det danske væbningssystem. Danmark havde 2 år forinden fået en ny hærplan, der i mange retninger betegnede et fremskridt; men Tscherning kritiserede den skarpt. Han kaldte den en overgangsform, hvor alt kun var halvfærdigt, medens "intet bærer Præg af Fuldendthed". Trods sin travlhed og sine små kår fik Tscherning dog tid og råd til at gifte sig; 27. august 1845 ægtede han den 22 år yngre Eleonora Christine Lützow (4. juli 1817 – 3. juli 1890), datter af hans morbroder, generalmajor Adam Tobias Lützow.

## Krigsminister
Tscherning, der allerede på Frederiksværk havde fået nøje kendskab til landalmuen, blev 1846 formand for Bondevennernes Selskab og blev mere og mere en politisk forgrundsfigur; han tog fremtrædende del i de begivenheder, der førte til den fredelige statsomvæltning i 1848, og intet var derfor mere naturligt, end at han blev kaldet til at bære sin del af ansvaret. Modstræbende fulgte han kaldelsen; han vidste jo, at han ikke var populær i officerskorpset, og han forudså, at hæren, hvis brøst han nøje kendte, ville blive sat på en hård prøve. Til sidst gav han dog efter, og 24. marts blev han Danmarks første konstitutionelle krigsminister. Han havde stillet den betingelse, at kongen ikke måtte gribe ind i hans virksomhed, eftersom han ikke ville udsættes for parolbefalinger som i Frederik VI's tid. Frederik VII forfremmede ham til oberst, da kaptajnsrangen blev anset for at være for lav for en krigsminister.
Ingen var for øjeblikket bedre skikket til at overtage den vanskelige post end Tscherning. Han havde netop de egenskaber, der krævedes: Et klart hoved, eminent arbejdsevne, ihærdighed, mod til at påtage sig et ansvar. Hertil kom, at han besad den store befolknings tillid og formåede at få nationen til at yde den hjælp, der krævedes, hvis projektet skulle vinde fremgang. Forholdene var yderst vanskelige: Rigets sydlige provinser var i fuldt oprør, en del af hæren havde brudt faneeden, Tyskland stod bag den oprørske bevægelse, en krig var uundgåelig. De mænd, i hvis hænder Danmarks styrelse var lagt, vare næsten alle uprøvede, hæren var lille og ikke belavet på hurtig udrykning. Tscherning tabte dog ikke modet; med en mageløs energi tog han fat på arbejdet og udrettede, dygtig og loyalt støttet af sine underordnede, i kort tid det utrolige.
Alt måtte så at sige skabes: Centralstyrelse, feltinstitutioner, ja selve felthæren. Med sikker hånd samlede Tscherning de spredte organer, der hidtil havde administreret hæren, til en enhed; han dannede et Krigsministerium, der hurtig funktionerede tilfredsstillende, han ordnede forplejnings-, sundheds- og trænvæsen så godt det lod sig gøre, han mobiliserede den endnu trofaste del af hæren, inddelte den i større troppeenheder, valgte med gennemgående heldigt blik førere for disse og gav hæren en overkommando. Hans fremgangsmåde herved er dog blevet stærkt kritiseret. Med rette har man dadlet, at han lagde større vægt på valget af stabschefen end af overgeneralen, men dette hang sammen med hans opfattelse af en konstitutionel krigsministers stilling: Tscherning ville selv være overfeltherre; derfor forbigik han den højt ansete, men selvbevidste general Christian Høegh-Guldberg og valgte oberst Hans Hedemann i den tro, at denne var villigere til at følge stabschefen, kaptajn Frederik Læssøe, der nød krigsministerens tillid. Som organisator fulgte Tscherning i hovedtrækkene sine tidligere fremsatte grundsætninger; dog opgav han folkevæbningen, hvorom kun nogle få og svage frikorps mindede. Mobiliseringen foregik rolig og uden overilelse, man nøjedes foreløbig med at stille de bestående afdelinger på krigsfod, og det hærkorps, der 9. april slog insurgenterne ved Bov, og som 14 dage senere kæmpede tappert ved Slesvig by, bestod udelukkende af linjetropper. I løbet af felttoget blev der imidlertid organiseret en del nye afdelinger, og da Tscherning 15. november 1848 trådte tilbage som krigsminister, havde han ikke blot formeret en brugelig felthær på 30.000 mand, men han havde tilvejebragt muligheden for en endnu videre udvikling, lige som han ved at indføre almindelig værnepligt havde sørget for, at hele nationens kraft kom forsvaret til gode.

## Vurdering af hans tid som krigsminister
Som krigsminister var Tscherning åbenbart den rette mand på den rette plads; som overfeltherre var han mindre heldig. Det var vistnok rigtigt, at han ikke forsøgte på at kvæle oprøret i fødselen ved at sende alt disponibelt linjemandskab til Holsten, inden slesvig-holstenerne havde organiseret sig, thi krigen var næppe bleven undgået derved; men senere var hans dispositioner ofte urigtige, og han gjorde ved sin indgriben i ledelsen af operationerne overkommandoens stilling vanskelig og usikker. Over for kongen, der havde givet ham obersts karakter, optrådte han ikke altid med takt, han gik ofte uden om ham og lod ham på en sårende måde mærke, at han ikke var krigsherre. Da hæren efter slaget ved Slesvig gik tilbage til Als, forårsagede Tscherning halv anarkiske tilstande i den, først ved delvis at stille overkommandoen under øens civile (!) kommandant og senere ved at tilforordne den en tilsynshavende i departementschefen, oberst C.F. Hansens person. Da general Hedemann med en del af hæren senere stod på Fyn, eksisterede der endog en tid 2 af hinanden uafhængige overkommandoer, idet Hansen selvstændigt kommanderede styrken på Als. I slutningen af maj blev den samlede hær ganske vist atter underlagt Hedemann, men i juli blev denne på en krænkende måde fjernet fra sin stilling. I det hele taget nærede Tscherning kun ringe tillid til de danske hærføreres duelighed og pønsede stadig på at sætte en udenlandsk feltherre i spidsen for armeen. På det operative område manglede Tscherning alle forudsætninger, hans felttogsplaner var ganske dilettantmæssige og synes ofte snarere at skyldes en stemning end en nøjere afvej en af forholdene. Efter tilbagegangen til Als syslede han således med tanken om en landgang i Holsten, der umulig kunne føre til et gunstigt resultat, og senere påbød han defensiven, hvor offensiven havde været tjenligere. Det er velkendt, at overkommandoen så at sige måtte liste sig til sejrene på Dybbøl 28. maj og 5. juni. Det skal dog indrømmes, at Tschernings stilling ved denne lejlighed var vanskelig; han måtte vogte sig for at forstyrre de bestræbelser, som Danmarks venner gjorde for at få fredsforhandlinger i gang.
Hans tilbagetræden i november 1848 sammen med Martsministeriet skyldtes kun politiske hensyn; Tscherning var misfornøjet med de for tiden opnåelige fredsbetingelser og troede ikke på muligheden af at fortsætte krigen. i sin korte ministertid havde han udrettet såre meget; ham skyldes det i første linje, at det blev muligt at optage krigen og at føre den i 3 år med hæder, ofte med held, og en gunstig skæbne bevirkede, at hans fejlgreb ikke fik afgørende følger. Med 1848 var Tschernings militære saga ude, resten af hans offentlige liv tilhørte det politiske liv. Selvfølgelig vedblev han at interessere sig for krigsmagtens udvikling, og han opgav aldrig tanken om folket i våben, der, som han selv sagde, "holder Folket friskt og disciplinerer det".

## Politikeren Tscherning
Tschernings deltagelse i det politiske liv begyndte allerede 1831 med hans to første flyveskrifter om de preussiske provinsialstænders historie og om det danske væbningsvæsen, og hans kritik var i virkeligheden rettet mod hele det daværende regeringssystem. Brevene fra hans forvisningsrejse indeholder også mange skarpe udfald mod Frederik VI og hans styrelse. Under opholdet i Wien 1833 skriver han om faren ved den alt for nøje sammenknytning mellem Slesvig og Holsten, og 1834 udtaler han sig bestemt for at tage Norges grundlov til mønster og agter på det skandinaviske slægtskab. Han vil derfor heller ikke lytte til Orla Lehmanns opfordring 1838 om at lade sig gøre valgbar til stænderne, fordi han fandt hele denne ordning tåbelig som "et preussisk Aberi". Fra udlandet sendte han mange artikler hjem til Kjøbenhavnsposten, men efter sin hjemkomst skrev han fortrinsvis i Fædrelandet, både om de statsretlige spørgsmål og om landboforholdene. Mens han fra første færd indså urimeligheden af at have særskilte forsamlinger for Øerne og for Nørrejylland, var han tidlig inde på tanken om Slesvigs selvstændige stilling og ville ikke drage det ind i nærmere forbindelse med kongeriget, ej heller virke for det danske sprogs fremgang, når man blot kunne værge det mod ligefremme tyske overgreb. Han var 1842 hovedmanden for marksubskriptionen (indsamlingen) til Peter Hiort Lorenzens drikkehorn, nærmest som middel til at vække folket af dets politiske søvn, og han blev også senere af tyskerne regnet for en af deres bitreste modstandere; dog søgte han 1844 – ligesom Peter Hiort Lorenzen – at komme til forståelse med hertugen af Augustenborg. Hans stærke retfærdighedsfølelse og varme kærlighed til menigmand bragte ham naturlig i spidsen for Bondevennernes Selskab, da det stiftedes 1846, og han vedblev at være dets formand indtil maj 1854, når fraregnes den tid, han 1848 var minister.
I marts 1848 tog Tscherning virksom del i begge Casinomøderne, hævdede på det første (12. marts), at Slesvig lige så lidt som Lolland havde ret til at skille sig fra Kongeriget Danmark, og var på det andet (20. marts) med at stille de kendte resolutioner, hvori Ejderprogrammet udformedes. Han havde allerede i begyndelsen af måneden gennem P.G. Bang søgt at formå regeringen til at sende danske tropper over til Holsten for at standse oprøret i fødslen. Som minister var han – næst at røgte sin egen store gerning – ivrig for at få den udstrakte valgret slået fast for den nye grundlovgivende rigsforsamling, mens han afgjort misbilligede optagelsen af en fjerdedel kongevalgte medlemmer, og han var desuden ophavsmand til septemberanordningen om en særlig udskrivning blandt den hidtil værnepligtsfrie befolkning, hvorved indførelsen af almindelig værnepligt væsentlig fremskyndedes. I hans øjne var nemlig almindelig valgret og almindelig værnepligt i virkeligheden grundlag for samfundslivet. Når han 10. november trak sig tilbage fra ministeriet tillige med de ministre, der hældede til tanken om Slesvigs deling, var det ingenlunde, fordi han personlig foretrak en sådan løsning, men alene fordi han tvivlede på, at krigen kunne føres til en lykkelig ende, medmindre de neutrale stormagter ville hævde Danmarks politiske betydning, og derfor ønskede at få en snarlig afgørelse af striden, som kunne redde dog en del af Slesvig for Danmark. Efter udtrædelsen af ministeriet blev han kongevalgt rigsdagsmand, fik sæde i udvalget om Værnepligtsloven og forsvarede med styrke både den almene værnepligt og stillingsvæsenet, fordi han i den militære tjeneste så et middel til at opdrage netop de dårligste individer. Også var han talsmand for, at den en gang tilståede valgret ikke igen indskrænkedes, men var dog villig til at gå ind på et Landsting, valgt halvt af kongen og halvt af Folketinget, ja endog for at lade kongen første gang vælge det alene.
Ved det første folketingsvalg i december 1849 valgtes Tscherning i Holbæk Amts 2. kreds og genvalgtes uafbrudt, hver gang ved kåring, lige indtil 1866, da han ikke ville søge valg; kun i 3 måneder, februar-maj 1853, sad han ikke i tinget, fordi han havde forladt sin sikre kreds og forgæves søgt at fortrænge professor Carl Kayser fra Lyngbykredsen. Skulle man give en nøjagtig fremstilling af hans virksomhed i Folketinget, måtte man skrive selve dettes historie i det nævnte tidsrum; thi ingen anden – det skulle da være D.G. Monrad – har øvet så stor og mangesidig indflydelse som Tscherning. Han var en af Venstres (Bondevennernes) førere og utvivlsomt deres bedste ordfører, havde i hver samling, især i den sidste halve snes år, sæde i mange og som regel i de vigtigste udvalg (sad fra første færd i Finansudvalget og var siden 1859 dets formand) og udfoldede i disse en overordentlig flid og arbejdskraft. I rigsdagstiden tilbragte han det meste af dagen i tinget. Han havde skaffet sig indsigt i mangfoldige praktiske forhold, havde omfattende, om end ikke altid grundige kundskaber og et sjældent greb på at finde udveje nye løsninger under de parlamentariske kampe. Han var desuden en såre ivrig taler (talte tit flere gange daglig), og kunne hans taler end være lange og vidtsvævende, virkede de aldrig trættende; thi man mærkede snart, at et lyst hoved og et varmt hjerte stod bag ved. Hans veltalenhed var stærkt improviserende og tit springende; den kunne skifte fra det patetiske til det burleske og stundom give sig udslag i mærkelige paradokser, men var både livfuld og åndfuld.
Næst at kæmpe for at hæve almuen og særlig bondestanden til bedre livsvilkår gik hans stræben ud på at gennemføre streng sparsommelighed i statens husholdning og på at indskrænke embedsmændenes tal og magt. Den uvilje og ringeagt, han tidlig havde indsuget imod Frederik VI's embedsvæsen, og som senere skærpedes ved den politiske modsætning til det nationalliberale parti, udvikledes til en stærk bitterhed mod hele embedsstanden ("det lærde Lav", "Levebrødsmændene", "de skrivende Haandværkere", som han kaldte dem). Det var end ikke langt fra, at den nationale brydning i Sønderjylland for ham kom til at stå som udslaget af en kamp mellem Københavns og Kiels universiteter om, hvem der skulle uddanne embedsmændene derovre. Han ønskede at indskrænke statens virksomhed til så få områder som muligt og at holde statsmagtens indblanding borte fra alle opgaver, som privat foretagsomhed kunne eller burde magte. Tscherning var ikke alene en modstander af, at staten drev fabrikker, stutterier og deslige, men ville også helst, at alt højere skolevæsen, seminarier, teater gik over i private hænder; han misbilligede afgjort oprettelsen af Landbohøjskolen og stemte imod bevillinger til folkehøjskolerne, så vel som til alskens næringsvejes, også landbrugets fremme. Han kæmpede for næringsfrihed og rentefrihed, ja selv for udstyknings- og sammenlægningsfrihed, stik imod flertallet af sine partifæller. Han ville give kommunerne fuldt selvstyre, idet statens tilsyn nærmest skulle øves ved en lovbunden begrænsning af den kommunale skatteydelse. På samme måde skød han fastsættelse af undervisningsplaner og deslige bort fra Rigsdagen og over til regeringen, idet han nøjedes med Rigsdagens middelbare indflydelse gennem pengebevilling. Skønt han ingenlunde savnede forståelse af eller agtelse for de åndelige interesser, kunne han af sin uvilje mod statstilskud til disses fremme lade sig henrive til meget nedsættende udtalelser, som vakte stor forargelse; særlig omtalte han de offentlige samlinger, som om de kun rummede lærde snurrepiberier.
Den ledende tanke i hele Tschernings rigsdagsgerning var en ensidig fremhævelse af Rigsdagens, særligt Folketingets bevillingsmyndighed, som om den alene var grundlaget for folkets politiske frihed og magt samt vilkåret for dets udvikling. Få den anden side var han dog langt fra at ville bruge den af ham selv lovpriste ret til at fremkalde noget slags parlamentarisk styrelse. Tværtimod rådede han altid sine venner til at gå varsomt frem for ikke at sætte Grundlovens frihed i fare, advarede imod ethvert forsøg på "ministerstormen" og var gennemgående nøjsom til at modtage de fremskridt, der lod sig opnå, selv om hans egne ønsker gik langt videre. Derfor blev han, der tilsyneladende var en udpræget oppositionsmand, i årene 1852-54 regeringens bedste støtte. Tidligere end de andre ledende politikere havde han fået øjet op for nødvendigheden af at slå ind på helstaten eller, som han foretrak at kalde den, "samstaten", der også stemmede mest med hans egen opfattelse af monarkiets ordning. Det lykkedes ham efterhånden at overtale de fleste af sine partifæller til at lade ejderstatstankerne falde og understøtte regeringen i at gennemføre den påtænkte helstat, helst så rimlig som muligt, for at ikke den reaktionære strømning i Europa skulle vende sig mod kongerigets egen frie grundlov og særlig den frie valgret.
Tscherning blev derfor den ivrigste forkæmper for toldenheden og senere den egentlige leder for Grundlovens indskrænkning. Han holdt også fast ved ministeriet Ørsted, selv da flertallet af hans parti i februar 1854 brød med det, og trak sig først tilbage, da ministeriet hårdnakket krævede værnepligtens fastsættelse gjort til et fælles anliggende og således rørte Tscherning på et af hans ømmeste steder. Dog ville han ikke stille sig i ligefrem opposition imod det, skønt han ønskede dets fjernelse eller omdannelse, og tog endog mod udnævnelse til kongevalgt rigsråd i juli 1854. Han ville heller ikke erkende, at forordningen af 26. juli 1854, som kundgjorde den nye helstatsordning, var ulovlig, da den over for den frit besluttende Rigsdag kun var at regne som et udkast fra den kongelige regering. Tscherning forblev også ministeriet tro lige til dets fald, endskønt de nye valg til Folketinget fjernede de fleste af dem, der endnu fulgte ham. Men skønt også han havde ønsket Rigsrådet udstyret med virkelig lovgivende myndighed, optrådte han dog med største kraft imod den nye Fællesforfatning 1855, som indrømmede dette, fordi den ikke lod de folkevalgte medlemmer udgå alene af landsdelenes repræsentative forsamlinger, men oven i købet oprettede en ny klasse højtbeskattede vælgere og således gjorde brud på to af hans kæreste grundsætninger. Hvor ivrig han end havde været for en hurtig tilendebringelse af forfatningsværket, var han dog nu rede til hellere at standse det helt.

## I Rigsrådet
I Rigsrådet 1856-63 gik Tscherning i reglen sammen med de konservative helstatsmænd og rådede gentagne gange til at vise holstenerne imødekommen, men dadlede samtidig disse for deres rent negative holdning, der gjorde enhver udsoning umulig. Han stemte imod Københavns Søbefæstning, såvel som imod Dannevirkes befæstning, og ville, at hovedvægten skulle lægges på Dybbøls forsvar, og at Flåden skulle forlægges til Høruphav på Als, der var rigets naturlige midtpunkt. Han misbilligede Holstens udskillelse 1858 og kæmpede mod enhver foranstaltning, som kunne hindre dets genoptagelse under Fællesforfatningen ; men han var dog både ved Rigsdagens adresse 1861 og i Rigsrådet 1863 rede til at støtte regeringen, for så vidt den ville sikre Danmark imod tyske overgreb. Han advarede indtrængende mod ethvert skridt, der kunne se ud som et forsøg på Slesvigs indlemmelse, og mod et brud med helstaten, som var den af Europa godkendte ordning for monarkiet; frem for alt mod at vove en krig, der kunne sætte selve monarkiet på spil. Selvfølgelig stemte han imod Novemberforfatningen, vel også af hensyn til dens fastsættelse af Landstingets sammensætning og finansielle myndighed.
Efter den ulykkelige krig og Slesvigs tab gjorde Tscherning straks med styrke gældende, at Junigrundloven uden videre burde træde i kraft igen, og da han ikke fik medhold deri, opgav han i december 1864 sit sæde i Rigsrådet. Han førte derimod i Rigsdagens Folketing en hårdnakket kamp imod Novemberforfatningens vedligeholdelse og senere mod Junigrundlovens ændring (foreslog rigsretstiltale både imod C.A. Bluhmes og imod C.E. Frijs' ministerier). Inden de sidste valg i sommeren 1866 drev han en omfattende agitation i Nørrejylland, og da de endelige afstemninger i Rigsdagen havde fundet sted, ville han endog i sidste øjeblik prøve et så ejendommeligt skridt som at henvende sig personligt til kongen og fraråde ham at stadfæste "den gennemsete Grundlov". Han gik heri sammen med sin gamle modstander N.F.S. Grundtvig, der var Landstingets aldersformand, lige som han selv var Folketingets. De to politiske veteraner ville overtale kongen til at nægte at underskrive Grundloven af 1866, fordi den nye grundlov ville give godsejerne magten i Landstinget. Tscherning forudså nemlig de største farer for landets rolige udvikling i fremtiden af den modsætning, som formentlig var skabt mellem de to ting ved Landstingets nye ordning. Den senere politiske udvikling i Danmark, kendt som provisorietiden, gav Tscherning ret i denne bekymring.
Dermed trak Tscherning sig tilbage fra det offentlige liv, nægtede at stille sig til valg og tog kun stundom til orde i Nørrejysk Tidende, hvori han siden 1854 jævnligt havde udtalt sig. Han afslog 1868 en post som statsrevisor, hvortil Folketinget havde valgt ham, og ligeledes 1870 en mindegave, der var ham tiltænkt. Efter kort sygdom døde han 29. juni 1874. Tarvelig og prunkløs, som han i sit hele liv havde været, krævede han en aldeles stille jordefærd og ville intet mindesmærke have på sin grav. Derimod rejstes et sådant 1881 i hans gamle valgkreds Svinninge og 23. september 1883 et andet på Himmelbjerget. Hans marmorbuste smykker Folketingets Finansudvalgs værelse. 1876-78 udgaves Af A. F. Tschernings efterladte Papirer i 3 bd. Rigsdagen bevilgede hans enke en årpenge af 1.000 Rdl.
Han er begravet på Garnisons Kirkegård. 10. juni 1841 var han blevet Ridder af Dannebrog.

## Familie
Anton Frederik Tscherning var søn af Oberst Eilert Peter Tscherning (1767-1832) og hustru Marie Lützow (1767-1830).
Tscherning blev gift d. 27. august 1845 med maleren Eleonore Christine von Lützow (f. 4. juli 1817, d. 3. juli 1890) og far til:
- Marie Elisabeth Tscherning (1847-)
- Anthonie Eleonore Tscherning (1849-1926)
- Eilert Adam Tscherning (1851-1919)
- Johan Andreas Tscherning (1853-1918)
- Sara Birgitte Tscherning (1855-1916)

## Gengivelser af og monumenter for A.F. Tscherning
- Maleri ca. 1805.
- Blyantstegning af P.C. Skovgaard 1848 (Frederiksborgmuseet)
- Maleri af C.A. Jensen 1851 (Frederiksborgmuseet)
- Portrætteret på Constantin Hansens maleri fra 1860-64 af Den Grundlovgivende Rigsforsamling (Frederiksborgmuseet; forarbejder på Statens Museum for Kunst og på Christiansborg samt i privateje)
- Maleri herefter af Elise Konstantin-Hansen (Christiansborg)
- Portrætmaske af Anders Bundgaard (Christiansborg)
- Gipsrelief (Frederiksborgmuseet)
- Tegninger af August Plum og af Godfred Christensen 1872
- Buste af J.A. Jerichau 1862, i marmor 1864
- Portrætmedaljon på gravstenen
- Litografi af Peter Gemzøe 1848, fra C.M. Tegner 1862 efter fotografi, af Edvard Fortling samme år
- Træsnit 1871. Xylograferet silhouet. Satyrische Zeitbilder nr. 19, 1848. Farvelagte satiriske litografier fra 1863. Xylograferede gruppebilleder med generalerne. Portrætteret på Constantin Hansens satiriske litografi: Den europæiske Nødvendighed
- Jerichaus buste rejst 1881 i Svinninge
- Bautasten med portrætmedaljon af Harald Conradsen 1883 på Himmelbjerget
- Mindetavle i Frederiksværk 1912